# Helena Minić Matanić
Helena Minić Matanić (* 8. března 1979 Pula) je chorvatská filmová, divadelní a televizní herečka. Debutovala v mnohokrát oceněném bosenském filmu Remake z roku 2003.

## Životopis
Helena Minić se narodila v Pule. K herectví se dostala díky své učitelce ze školky, která byla původně baletka a po skončení kariéry se stala učitelkou. Ta navrhla Heleniným rodičům, aby ji přihlásili buď na balet, nebo do dramatického studia. V šesti letech tak Helena začala chodit  do dramatického studia a herectví ji pak provázelo celý život. V roce 2002 absolvovala Akademii múzických umění v Sarajevu.
Její první role byly v záhřebských telenovelách, působila v Istrijském národním divadle a v divadlech ve Virovitici a Záhřebu. Získala cenu Chorvatského svazu dramatických umělců za nejlepší herečku v inscenacích pro děti a mládež v roce 2003 a za nejlepší herečku za roli Thelmy ve hře Thelma a Louise v roce 2014. V roce 2006 byla oceněna na Dnech satiry v Záhřebu jako nejlepší mladá herečka za roli Donny ve hře Kvetch.
V prosinci 2014 se provdala za scenáristu a režiséra Dalibora Mataniće a mají spolu tři děti Lolu (* srpen 2015), Maxe (* červen 2017) a Nea (* prosinec 2019).

## Filmografie

### Film
- 2003 – Remake (Alma Dizdarević)
- 2010 – Jenny te voli ((tj. „Jenny tě miluje“, Nataša)
- 2011 – Lea i Darija (žena v publiku)
- 2017– Exorcismus (v originále Egzorcizam, Vera Artuković)
- 2018 – U ime Jagode, Čokolade i Duha Svetoga (tj. „Ve jménu jahody, čokolády a Ducha svatého“, Magdalena)

### Televize
- 2005–2006 Ljubav u zaleđu
- 2006–2007 Obični ljudi
- 2007 Naša mala klinika
- 2007 Zauvijek susjedi
- 2008 Mamutica
- 2010 Zakon ljubavi
- 2010 Bibin svijet
- 2012–2014 Stipe u gostima
- 2015 Počivali u miru
- 2018–2020 Novine